# Feudingen
Feudingen is een plaats in de Duitse gemeente Bad Laasphe, deelstaat Noordrijn-Westfalen, en telt 2385 inwoners (01.2007).